# إي. ميخائيل بيرك
إي. ميخائيل بيرك (بالإنجليزية: E. Michael Burke)‏ هو ضابط أمريكي، ولد في 6 أغسطس 1916، وتوفي في 5 فبراير 1987.

## وصلات خارجية
- إي. ميخائيل بيرك على موقع IMDb (الإنجليزية)
- إي. ميخائيل بيرك على موقع قاعدة بيانات الفيلم (الإنجليزية)